# Arytaina fasciata
Arytaina fasciata är en insektsart som beskrevs av Robert Malcolm Laing 1930. Arytaina fasciata ingår i släktet Arytaina och familjen rundbladloppor.
Artens utbredningsområde är Pakistan. Inga underarter finns listade i Catalogue of Life.